# RAF Khormaksar
Royal Air Force Khormaksar ( RAF Khormaksar), bivša postaja Royal Air Forcea u Adenu, Jemen. Moto joj je bio  "Into the Remote Places". Tijekom 1960-ih, bila je bazom devet odreda i postala je najuposlenijom RAF-ovom postajom ikad, kao i najveće parkiralište za RAF između Ujedinjenog Kraljevstva i Singapura. Poslije je postala Međunarodna zračna luka Aden.

## Povijest
Uspostavljen je 1917. godine. Proširen je 1945. kako su Britanci širili utjecaj dublje na Arapski poluotok. Godine 1958. proglašeno je izvanredno stanje u Adenu kako su jemenske snage zauzele obližnji Jebel Jehaf, a odredi Kraljevskih zračnih snaga bili su upleteni u potoporu Britanskoj vojsci. 1960-ih je godina tijekom operacija oko Rhadfana postaja je dosegla vrhunac aktivnosti, postavši prezagušena mnoštvom ljudi i privlačeći zemaljske napade pobunjenika. Za Adenske krize dogodio se napad na zračnu luku Aden 1965. godine. Godine 1966. novoizabrana laburistička vlada u Ujedinjenom Kraljevstvu najavila je da će sve postrojbe povući do 1968. godine. Khormaksar je odigrao ulogu u evakuiranju britanskih obitelji iz Adena ljeta 1967. godine. Postaja je zatvorena 29. studenoga 1967. godine. 

## Podatci
Na nadmorskoj je visini od 1 metra. Identifikatorske oznake su 	IATA: ADE, ICAO: OYAA. Asfaltna pista je usmjerena 08/26. Vlasnik je bilo Ministarstvo obrane Ujedinjenog Kraljevstva.